# زبان کلاش
زبان کَلاش زبان کَلاش‌ها و یکی از زبان‌های هندوایرانی -از شاخهٔ داردی است. کلاش‌ها در چیترال در کشور پاکستان می‌زیند.
تا اواخر سدهٔ بیستم میلادی کلاش زبانی نامستند شمرده می‌شد، از این زمان برای زبان کلاش الفبایی برگرفته از لاتین طراحی شد. این زبان را دست‌نخورده‌ترین زبان شبه‌قاره هند می‌دانند.

## همسنجی زبانی
| معنا    | کالاش           | هندوآریایی باستان  | هندوآریایی نو              |
| ------- | --------------- | ------------------ | -------------------------- |
| استخوان | athi، aṭhí      | asthi              | هندی -; نپالی ā̃ṭh ‘دنده‌ها' |
| پیشاب   | mutra، mútra    | mūtra              | H. mūt                     |
| روستا   | grom            | grama              | H. gā̃u;سانسکریت gramam     |
| ریسمان  | rajuk، raĵhú-k  | rajju              | H. lej، lejur              |
| دود     | thum            | dhūma              | H. dhūā̃، dhuwā̃             |
| گوشت    | mos             | maṃsa              | H. mā̃s، mās، māsā          |
| سگ      | shua، śõ.'a     | śvan               | H. -; Sinhal. suvan        |
| عمه     | pililak،pilílak | pipīla، pippīlika  | H. pipṛā                   |
| پسر     | put، putr       | putra              | H. pūt                     |
| دراز    | driga، dríga    | dīrgha             | H. dīha                    |
| هشت     | asht، aṣṭ       | aṣṭā               | H. āṭh                     |
| شکسته   | china، čhína    | chinna             | H. chīn-nā 'ربودن';        |
| کشتن    | nash            | nash، naś، naśyati | H. nā̆s-nā ‘از دست دادن'    |